# Coptacrinae
Sous-famille
Les Coptacrinae (synonymes: Coptacridinae, Coptacrae) sont une sous-famille d'orthoptères caelifères de la famille des Acrididae.

## Distribution
Les espèces de cette famille se rencontrent en Afrique et en Asie.

## Liste des genres
Selon Orthoptera Species File (1er avril 2010) :
- Bocagella Bolívar, 1889
- Coptacra Stål, 1873
- Coptacrella Bolívar, 1902
- Coptacridia Ramme, 1941
- Cyphocerastis Karsch, 1891
- Ecphanthacris: E. mirabilis Tinkham, 1940
- Ecphymacris Bi, 1984
- Epistaurus Bolívar, 1889
- Eucoptacra Bolívar, 1902
- Eustaurus Mahmood & Yousuf, 2000
- Exochoderes Bolívar, 1882
- Hintzia Ramme, 1929
- Pamphagella Bruner, 1910
- Paracoptacra Karsch, 1896
- Parepistaurus Karsch, 1896
- Physocrobylus Dirsh, 1951
- Pirithoicus Uvarov, 1940
- Poecilocerastis Ramme, 1929
- Rhopaloceracris Tinkham, 1940
- Ruwenzoracris Rehn, 1914

## Référence
- Brunner von Wattenwyl , 1893 : Révision du système des orthoptères et description des espèces rapportées par M. Leonardo Fea de Birmanie.  Annali del Museo Civico di Storia Naturale ‘Giacomo Doria’, Genova, vol. 33, p. 1–230 (texte original).